# ОШ Професор Ибрахим Кељменди Прешево
ОШ „Професор Ибрахим Кељменди” у Прешеву, једна је од установа основног образовања на територији општине Прешево.